# Aniarella typica
Aniarella typica är en insektsart som först beskrevs av Brunner von Wattenwyl 1878.  Aniarella typica ingår i släktet Aniarella och familjen vårtbitare. Inga underarter finns listade i Catalogue of Life.